# 알바트로스 (1996년 영화)
"알바트로스"는 1996년에 개봉한 대한민국의 영화이다. 한국 전쟁 당시 중국 인민해방군에 붙잡혀 포로가 되었다가 1994년 조선민주주의인민공화국을 탈출한 대한민국 국군 포로 조창호 중위의 실화를 모티브로 하여 만들어졌다.
한편, 도식적인 인물 설정, 극적 반전요소 미흡이 치명적 약점으로 작용하여 흥행에 실패했고 차인표 (조경민 역)는 해당 영화를 시작으로 오랫동안 영화 징크스에 시달렸으며 80년대 말~90년대 초 섹시 여배우로 유명했던 강리나 (은주 역)는 해당 작품 이후  제대로 된 작품을 잡지 못하고 스크린에서 사라졌으며 이혁수 감독은 해당 영화를 끝으로 연출활동이 전무해졌다가 2002년 제작됐으나 상영되지 못한 《퀵 맨》으로 영화 연출활동을 재개했지만 80년대에 나올 법한 다찌마와리식의 액션 무협물이었다는 평을 들어  이 영화 이후 영화 연출활동이 끊겼다.

## 캐스팅
- 차인표 : 조경민 소위 → 중위 역
- 이정재 : 평산 역
- 이휘재 : 주형 역
- 전무송 : 소령 역
- 강리나 : 은주 역
- 박준규 : 박 하사 역
- 이무정 : 천불 역
- 서억석 : 소 군관 역
- 금은정 : 은정 역
- 이강선 : 명주 역
- 김경진 : 아끼꼬 역
- 김기주 : 필용 역
- 유병한 : 소장 역
- 박경득 : 중앙당간부 역
- 권명은 : 윤자 역
- 고선영 : 기순 역
- 국정희 : 영심 역
- 나갑성 : 윤석 역
- 이해룡 : 작업반장 역
- 박동룡 : 경비대장 역
- 이승일 : 부소장 역
- 정오영 : 순범 역
- 김영인 : 은주 부 역
- 선우용녀 : 은주 모 역
- 유정우 : 미소년 역
- 김동훈 : 장교 역
- 홍원선 : 여군관 1 역
- 안은숙 : 여군관 2 역
- 유영국 : 3국실장 역
- 이혜수 : 여자반장 역
- 윤일주 : 박 노인 역
- 임해림 : 송 노인 역
- 강유일 : 간부 역
- 최두열 : 배식반장 역
- 이석구 : 조 중사 역
- 박상현 : 중대장 역
- 정세혁 : 보위군관 역
- 문철재 : 경비병 1 역
- 박세범 : 경비병 2 역
- 이승준 : 경비병 3 역
- 김종성 : 군의관 역
- 김기종 : 연사 역
- 박광호 : 어린병사 역
- 서평석 : 남죄수 1 역
- 장정국 : 남죄수 2 역
- 길달호 : 남죄수 3 역
- 김철수 : 남죄수 4 역
- 조연호 : 남죄수 5 역
- 석인수 : 여죄수 1 역
- 김주현 : 여죄수 2 역
- 이소민 : 여죄수 3 역
- 이은미 : 여죄수 4 역
- 이선희 : 여죄수 5 역
- 이주현 : 여죄수 6 역
- 정봉연 : 국군병사 1 역
- 이승찬 : 국군병사 2 역
- 홍재영 : 국군병사 3 역
- 신희문 : 국군병사 4 역
- 남기문 : 국군병사 5 역
- 장동오 : 인민군병사 1 역
- 배재일 : 인민군병사 2 역
- 강형주 : 인민군병사 3 역
- 장동호 : 인민군병사 1 역